# Peekskill
Peekskill és una població dels Estats Units a l'estat de Nova York. Segons el cens del 2000 tenia 22.441 habitants.

## Demografia
Segons el cens del 2000, Peekskill tenia 22.441 habitants, 8.696 habitatges, i 5.348 famílies. La densitat de població era de 2.005,7 habitants per km².
Dels 8.696 habitatges en un 30,5% hi vivien nens de menys de 18 anys, en un 39,7% hi vivien parelles casades, en un 16,3% dones solteres, i en un 38,5% no eren unitats familiars. En el 31,3% dels habitatges hi vivien persones soles el 10,8% de les quals corresponia a persones de 65 anys o més que vivien soles. El nombre mitjà de persones vivint en cada habitatge era de 2,55 i el nombre mitjà de persones que vivien en cada família era de 3,18.
Per edats la població es repartia de la següent manera: un 24,4% tenia menys de 18 anys, un 8,3% entre 18 i 24, un 34,9% entre 25 i 44, un 20,9% de 45 a 60 i un 11,5% 65 anys o més.
L'edat mitjana era de 35 anys. Per cada 100 dones de 18 o més anys hi havia 91 homes.
La renda mitjana per habitatge era de 47.177 $ i la renda mitjana per família de 52.645 $. Els homes tenien una renda mitjana de 38.091 $ mentre que les dones 34.757 $. La renda per capita de la població era de 22.595 $. Entorn del 10,3% de les famílies i el 13,7% de la població estaven per davall del llindar de pobresa.

## Poblacions properes
El següent diagrama mostra les poblacions més properes.

## Personatges il·lustres
- Peter Bagge, dibuixant de còmics